# Laufwasserkraftwerk Hengstey
Das Laufwasserkraftwerk Hengstey ist ein Wasserkraftwerk am Ende des Hengsteysees im Verlauf der Ruhr genau an der Stadtgrenze zwischen Herdecke und Hagen in Nordrhein-Westfalen; das Kraftwerksgebäude befindet sich auf der Hagener Seite.
Das Laufwasserkraftwerk wurde als Kombinationsanlage mit einem Walzen-Stauwehr in den 1920er Jahren verwirklicht. Nach dem Bau war das Ruhrwasser dann zum Hengsteysee aufgestaut. Seitdem liefern das Flusswasser und der Höhenunterschied von etwa 4,6 m die kontinuierliche Grundlage für regenerative Stromerzeugung.
Am Hengsteysee befindet sich auch noch das Pumpspeicherkraftwerk Herdecke und weiter flussabwärts das Kraftwerk Stiftsmühle.

## Das Laufwasserkraftwerk
Das vom Ruhrverband betriebene Kraftwerk ist ausgerüstet mit drei Kaplan-Turbinen mit senkrecht stehender Welle. Es liefert maximal 3,3 MW Grundlast-Leistung und produziert im Jahr etwa 11 Millionen Kilowattstunden elektrische Energie. Ein 4,5 MWh Batterie-Speicherkraftwerk gibt es auch.

## Das Stauwehr
Die den See aufstauende Wehranlage hat vier große walzenförmige Verschlüsse, die bei Hochwasser geöffnet werden können. Zudem kann eine Schleuse auf der Herdecker Seite des Wehres bei Bedarf kleineren Wasserfahrzeugen das Überwinden der Wehr-Barriere ermöglichen. 2007 baute der Ruhrverband mit Unterstützung des Landes NRW  einen Fischaufstieg direkt neben dem Kraftwerksgebäude.

## Bilder

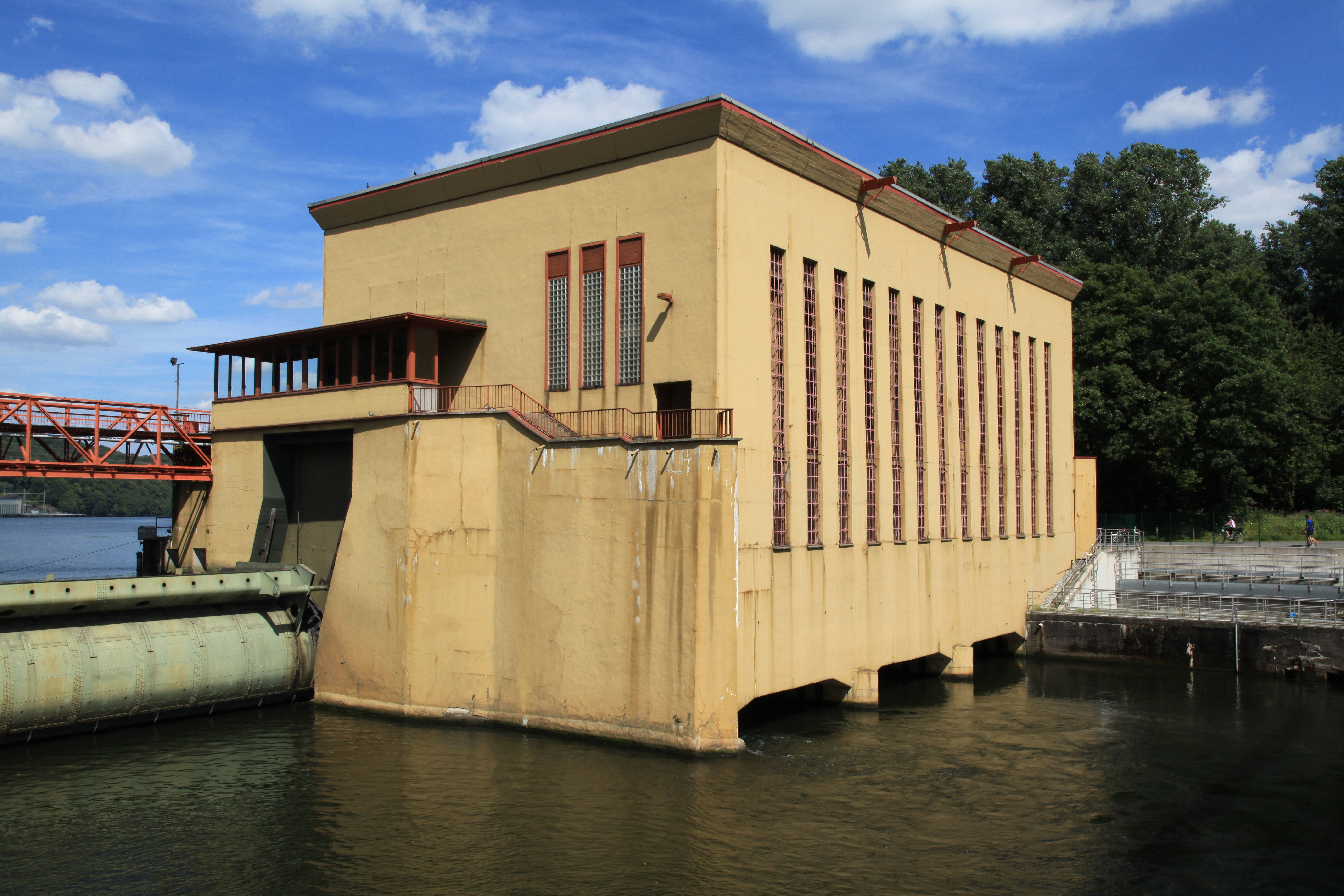
Kraftwerksgebäude mit Abflussbecken
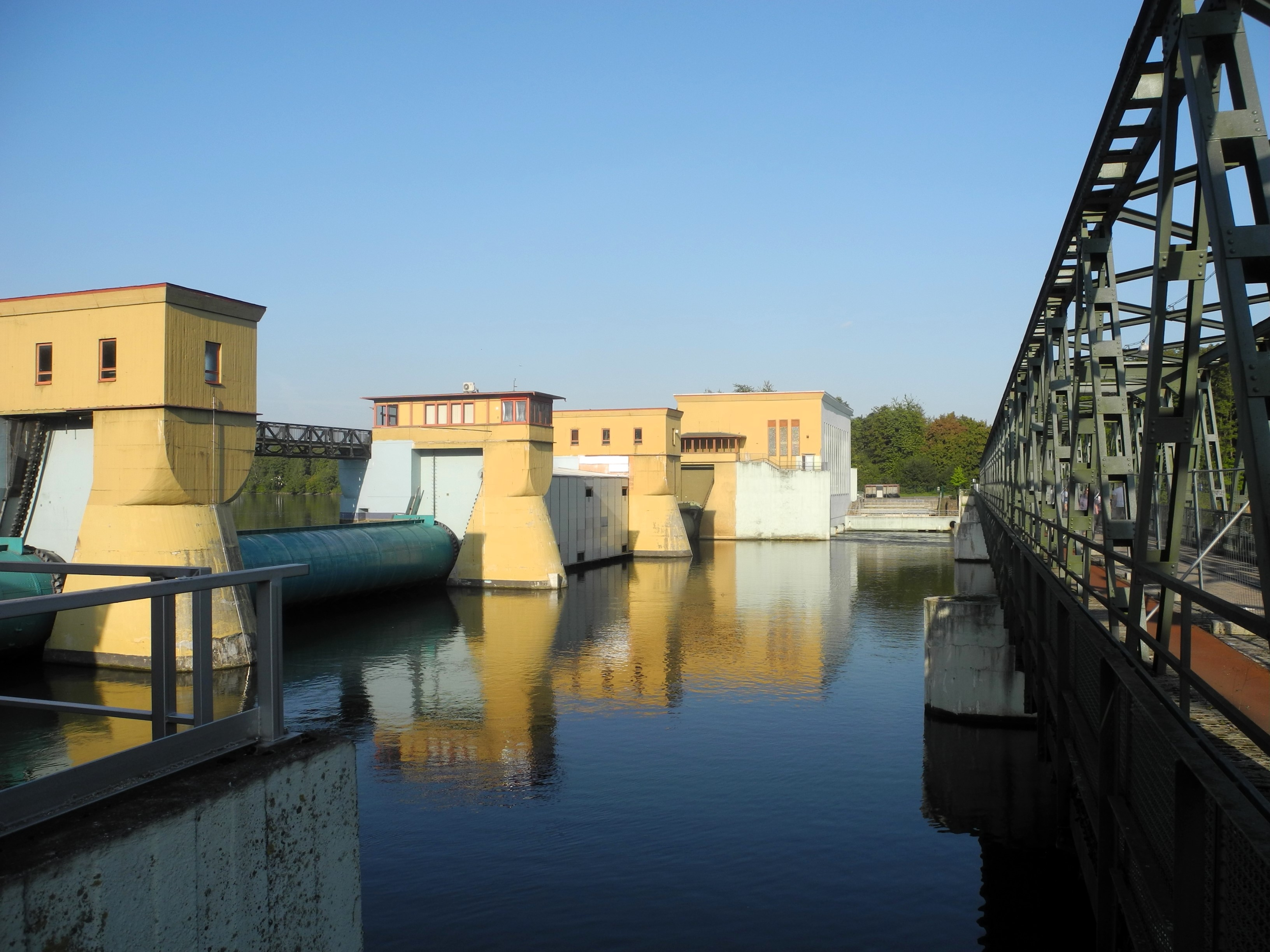
Das Wehr, Talseite, im Hintergrund das Kraftwerksgebäude
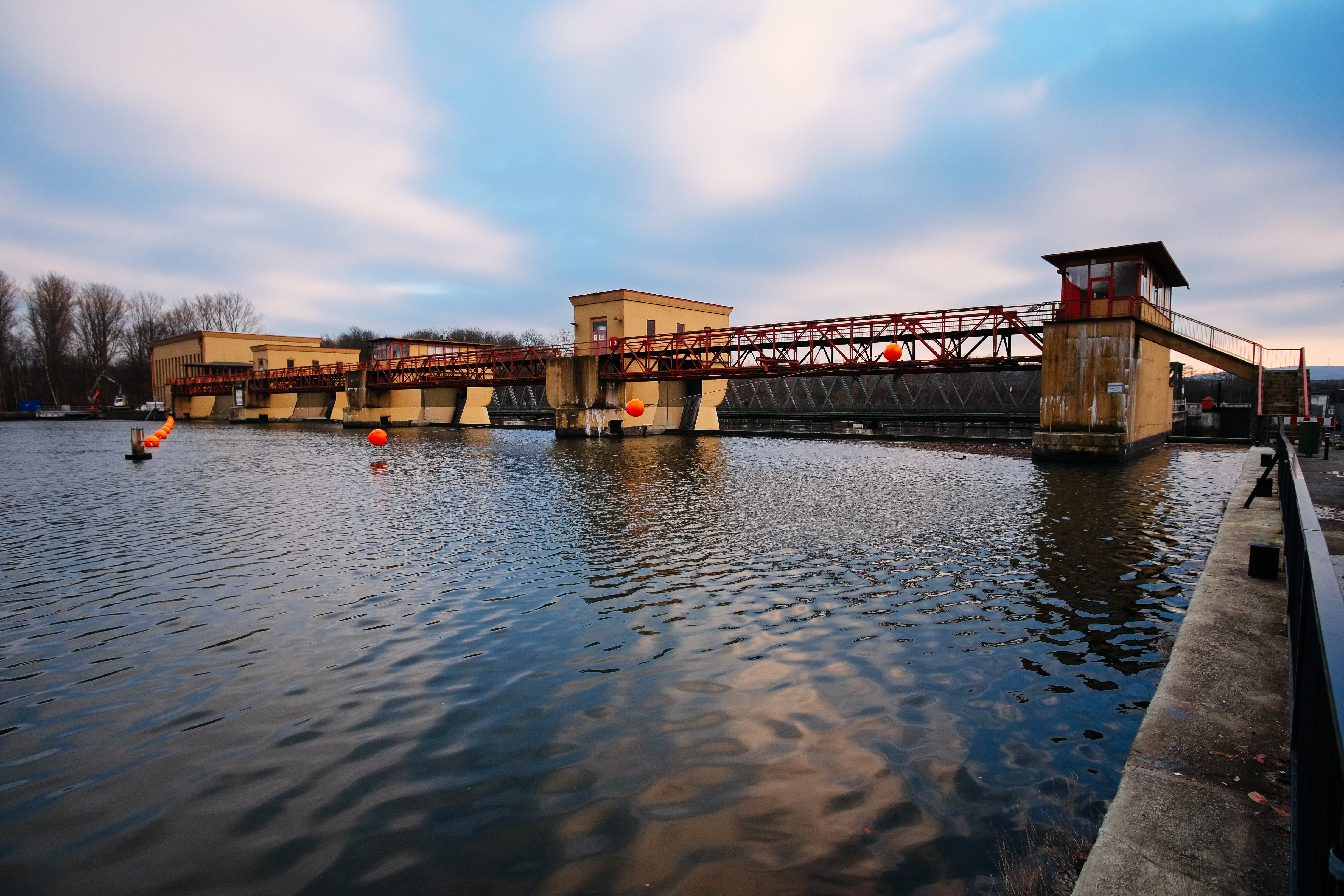
Das Wehr, Bergseite, im Hintergrund das Kraftwerksgebäude
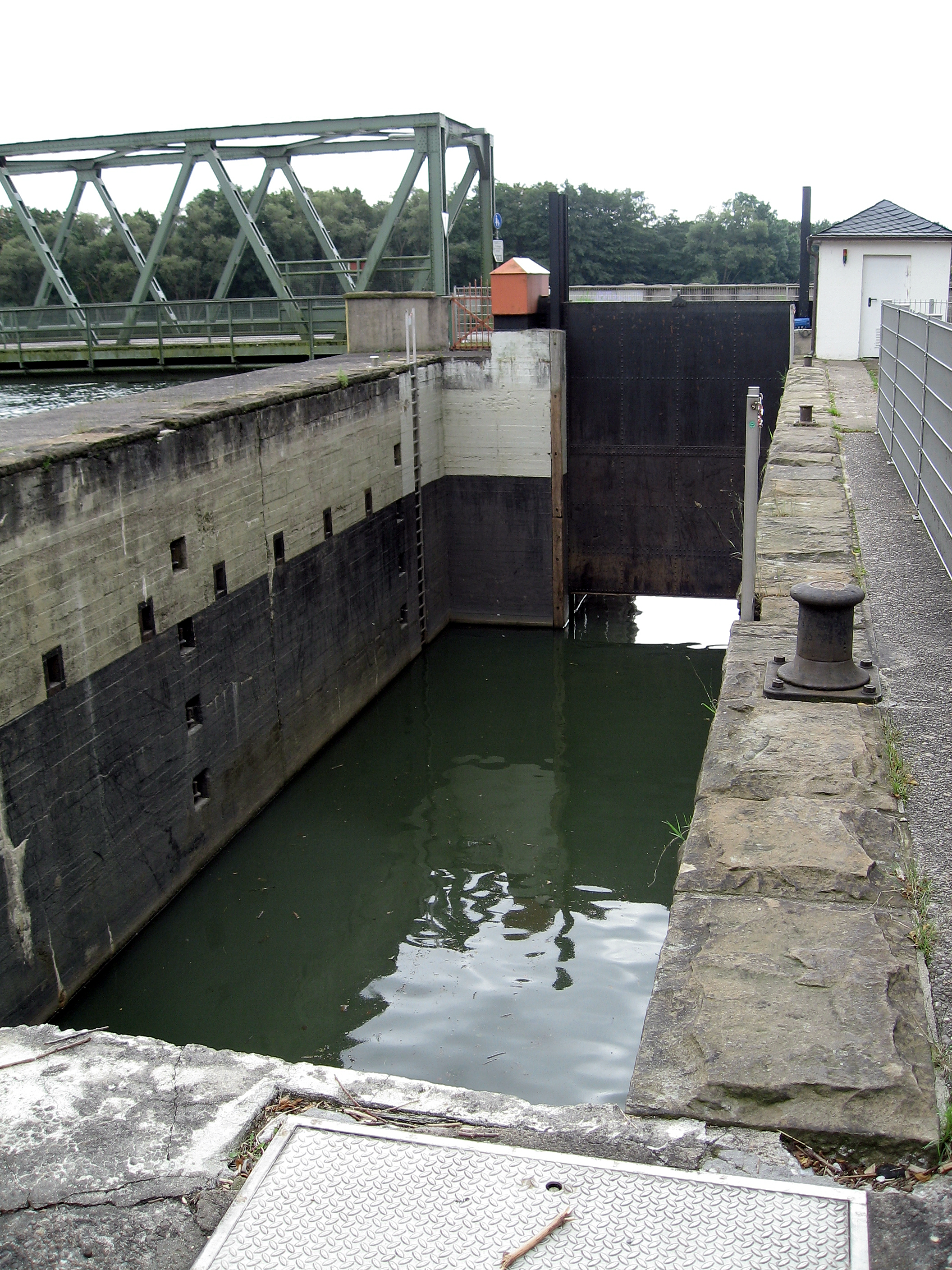
Schleusenanlage im Wehr für kleinere Schiffe